# BAP América
La BAP América est une canonnière fluviale de la marine péruvienne et la deuxième plus ancienne canonnière fluviale au monde. Ce navire a été construit à Liverpool au Royaume-Uni en 1904 pour le compte de la province de Loreto. Arrivée le 11 mai 1905, la canonnière a été incorporée au service actif sur l'Amazone péruvienne le 12 août 1905.

## Historique

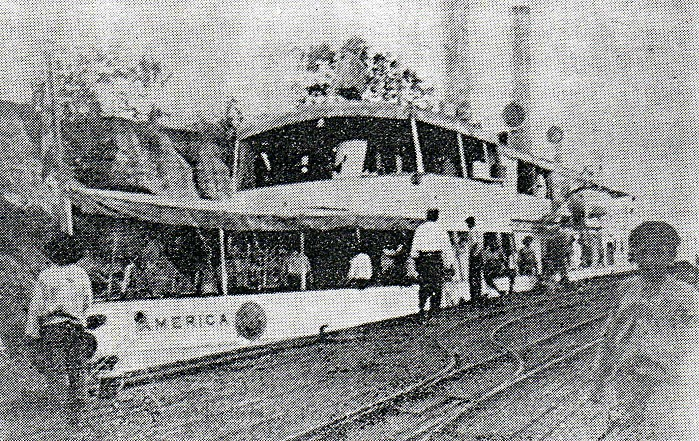
BAP América en 1911

Le BAP América a joué un rôle de premier plan dans le conflit de La Pedrera (es), entre le Pérou et la Colombie pour la possession d'une vaste zone de la forêt amazonienne. Le 10 juillet 1911, sous le commandement du premier lieutenant Manuel Clavero Muga, le bateau se dirigea vers le Río Caquetá (alors frontière entre le Pérou et la Colombie) pour expulser les troupes colombiennes qui avaient construit un avant-poste dans un territoire alors péruvien. Après deux jours d'échange de tirs et quatre tentatives de débarquement infructueuses, le navire a réussi à gravir le fort courant de la rivière et à déborder les forces d'invasion, qui se sont retirées au Brésil.

## Préservation
En 1984, la canonnière est désignée comme navire musée. Elle se trouve actuellement à la base de Clavero, située dans le district de Punchana à Iquitos.